# Henrik Bödeln av Mecklenburg
Henrik "Bödeln" av Mecklenburg och Schwerin, på tyska Heinrich "der Henker", född 1337/1338, död 24 april 1383 i Wismar, begravd i klostret Doberan, var hertig av Mecklenburg och Schwerin 1379–1383.

## Biografi
Henrik "Bödeln" av Mecklenburg och Schwerin var son till hertig Albrekt den store av Mecklenburg och Eufemia Eriksdotter.
Henrik regerade som furst Henrik III av Mecklenburg och som hertig Henrik I av Mecklenburg och Schwerin 1379–1383. Han lät utan undantag skoningslöst hänga alla våldsverkare och skall ofta själv utmed landsvägarna ha lagt snaran om halsen på de förbrytare som infångats. Således fick han tillnamnet der Henker (svenska: "bödeln"). Henrik förolyckades i en tornering i Wismar 1383. Sonen Albrekt var danske kung Valdemar Atterdags äldste dotterson och utvalde tronföljare.
Henrik förlovades med danske kung Valdemar Atterdags tidigt bortgångna dotter Margareta (1345–1350). Kort efter Margaretas död upprättades ett bröllopskontrakt med dennas syster Ingeborg Valdemarsdotter i Dornburg den 23 oktober 1350. Henrik och Ingeborg gifte sig sedan före den 3 juni 1362. Paret fick följande barn:
1. Eufemia av Mecklenburg (död 1400), gift med furst Johan V av Mecklenburg-Werle (död 1377/1378)
2. Maria av Mecklenburg (1363/1365–1402/1403), gift med hertig Vartislav VII av Pommern (stupad 1394/1395)
3. Albrekt IV av Mecklenburg (1362/1370–1388), hertig av Mecklenburg och Schwerin
4. Ingeborg av Mecklenburg (1368–1408), nunna i Ribnitz 1376, abbedissa där 1395–1408

Henrik gifte om sig före den 26 februari 1377 med Mechthild av Mecklenburg-Werle.